# Scoliocephalus monochaeta
Scoliocephalus monochaeta är en tvåvingeart som beskrevs av Steyskal 1968. Scoliocephalus monochaeta ingår i släktet Scoliocephalus och familjen vattenflugor.
Artens utbredningsområde är Egypten. Inga underarter finns listade i Catalogue of Life.